# C.J. Harris
Calvin Dorsey Harris Jr., detto C.J. (Winston-Salem, 19 febbraio 1991), è un cestista statunitense, professionista in Europa.

## Palmarès

### Squadra
- Campionato lettone: 1

VEF Rīga: 2014-15
- Coppa di Polonia: 1

Rosa Radom: 2016
- Lega Balcanica: 1

Hapoel Holon: 2020-21

### Individuale
- Basketball Champions League Star Lineup: 1

Hapoel Holon: 2020-21